# The Singles '82-88'
The Singles '82-88' è una raccolta del gruppo musicale britannico Marillion, pubblicata nel 2009.

## Tracce
CD 1
1. Market Square Heroes
2. Three Boats Down From the Candy (1997 Digital Remaster)
3. Grendel
4. He Knows You Know (Edited 7" Version)
5. Charting the Single
6. He Knows You Know (Edited 12" Version)
7. Garden Party (Edited Version)
8. Margaret (Live Edit)
9. Garden Party
10. Charting the Single (Live at The Hammersmith Odeon 18/4/83)
11. Margaret (Live)
12. Judy (7" Version)

CD 2
1. Market Square Heroes (Re-recorded Version;Edit)
2. Three Boats Down From the Candy (Re-recorded Version)
3. Market Square Heroes (Re-recorded Version)
4. Assassing (7" Version)
5. Cinderella Search (7" Version)
6. Assassing
7. Cinderella Search (12" Version)
8. Kayleigh (Single Edit)
9. Lady Nina (Single Edit)
10. Kayleigh (Alternative Mix)
11. Kayleigh
12. Lady Nina
13. Lavender
14. Freaks
15. Lavender Blue
16. Heart of Lothian
17. Chelsea Monday (Live in The Netherlands)

CD 3
1. Heart of Lothian (Extended Mix)
2. Incommunicado (Edit)
3. Going Under
4. Incommunicado
5. Incommunicado (Alternative Version)
6. Sugar Mice
7. Tux On
8. Sugar Mice (Radio Edit)
9. Sugar Mice (Extended Version)
10. Warm Wet Circles (7" Remix)
11. White Russian (Live in Germany)
12. Incommunicado (Live in Germany)
13. Freaks (Live in Germany)
14. Kayleigh (Live in London)
15. Childhood's End? (Live in London)
16. White Feather (Live in London)

## Formazione
- Fish – voce
- Steve Rothery – chitarra
- Pete Trewavas – basso
- Mark Kelly – tastiera
- Mick Pointer – batteria
- Ian Mosley – batteria